# Kamelenrace (spel)

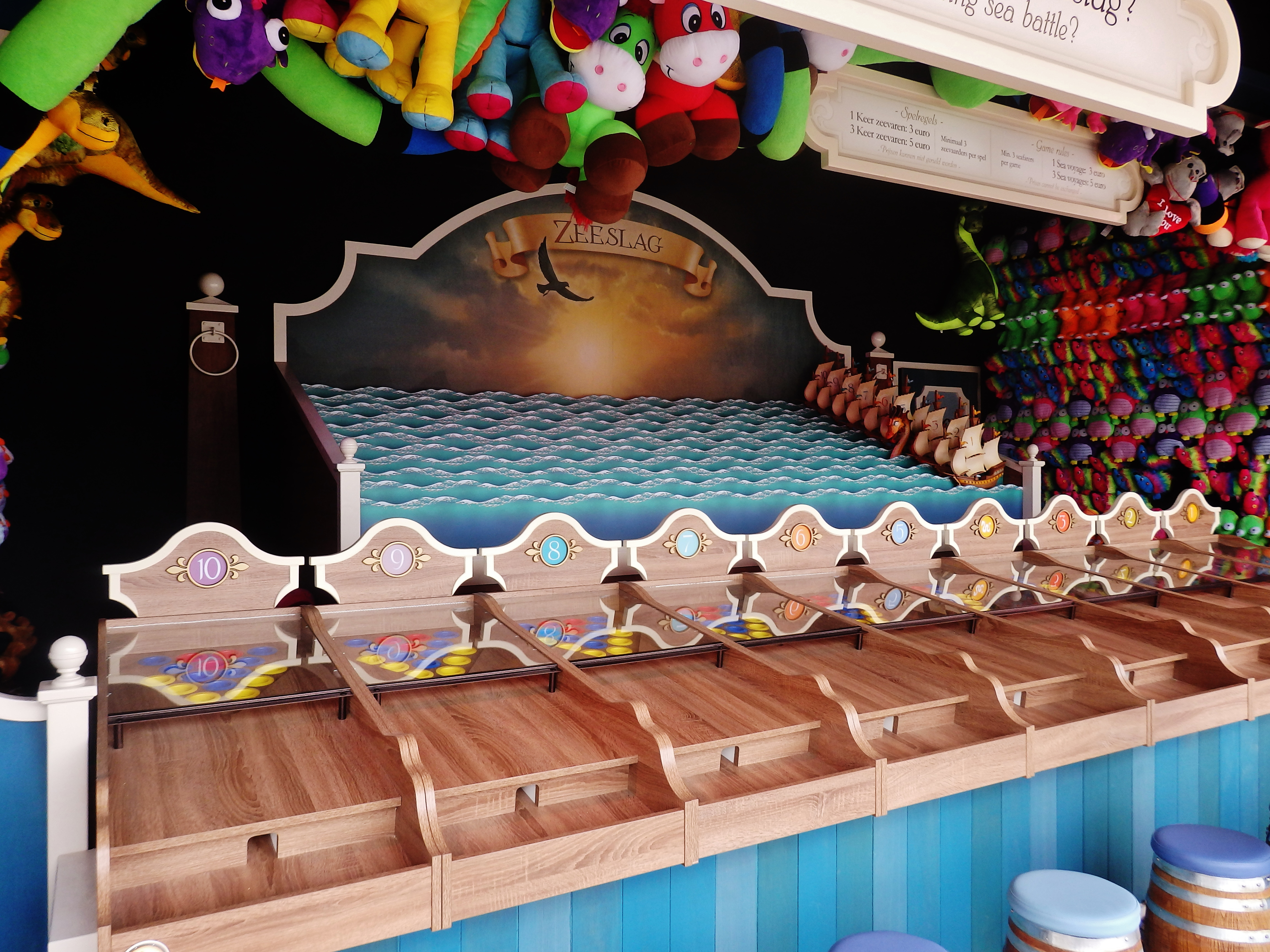
Zeeslag, een kamelenrace in de Efteling.

Kamelenrace is een kansspel dat voornamelijk op de kermis en in het casino te vinden is. Het spel is ook in de Efteling te vinden onder de naam Zeeslag. Het is daar de spelen in de Game Gallery. Deze versie heeft schepen in plaats van kamelen. Het spel is een balsport waar minimaal twee individuele deelnemers voor nodig zijn.
In sommige landen geldt kansspelwetgeving op de kamelenrace.

## Werking
Er staan meerdere figuren, meestal in de vorm van kamelen, naast elkaar opgesteld. Deze dienen allen hetzelfde rechte horizontale parcours af te leggen. Welk figuur als eerst het einde van het parcours gehaald heeft, heeft gewonnen. Het in het beweging brengen van de figuren dient door middel van het over rollen van een bal, waarbij de bal in een gat rolt. Elk gat wordt beloond met een aantal punten. Hoe meer punten, hoe verder het figuur het parcours aflegt naar de eindstreep.